# 犬島新町駅
犬島新町駅（いぬじましんまちえき）は、富山県富山市犬島新町1丁目にある、富山地方鉄道富山港線の駅である。駅番号はC34。

## 歴史
富山港線の富山ライトレールへの経営移管にあたっては、当初より複数の新駅を設置することが計画されていたが、2003年（平成15年）11月27日の富山市議会建設委員会における富山港線路面電車化検討委員会の中間報告においては犬島新町附近等に新駅を設置することが提案された。これによって事業計画は進められ、2005年（平成17年）2月18日に富山ライトレールは国土交通省より新駅設置の認可を受け、2006年（平成18年）4月29日の富山ライトレール富山港線の開業と共に当駅が新設された。当駅等を含む新駅の開業によりそれまで富山港線の駅間距離は平均888 mであったが、富山ライトレールへの移管開業後は546 mとなり、土居靖範はこれを「利用者が駅に一層アクセスしやすくなる」施策と評価している。

### 年表
- 2003年（平成15年）
  - 7月27日：富山市議会建設委員会における富山港線の路面電車化に係る報告において600m毎に新駅を設置する計画が発表される[2]。
  - 11月27日：富山市議会建設委員会における富山港線路面電車化検討委員会の中間報告において旅客の利便性向上のために犬島新町附近に新駅を設置することが提案される[3]。
- 2004年（平成16年）6月11日：富山市と富山ライトレールが4箇所に新駅を設置する方針を固める[2]。
- 2005年（平成17年）
  - 2月18日：国土交通省が富山ライトレールに対し新駅設置等を含む事業計画を認可する[4]。
  - 10月3日：富山ライトレールが城川原駅 - 蓮町駅間に新設する駅等の命名権を1,500万円にて販売することを発表する[6]。
  - 12月2日：富山ライトレールが当駅駅名を犬島新町駅と決定したことを発表する[7]。当駅に係る命名権の販売申込はなく、地元代表者によって構成される選定委員会において駅名が決定された[8][9]。
- 2006年（平成18年）4月29日：富山ライトレール富山港線の移管開業と共に開業する[5]。
- 2020年（令和2年）2月22日：富山ライトレールが富山地方鉄道に吸収合併されることに伴い、富山地方鉄道の駅となる[10][11]。

## 駅構造
千鳥式ホーム2面1線の地上駅であり、構内の高屋敷田踏切をはさんで上下ホームがある。
ホームは低床ホームとなっており、旅客上屋等の設備が設けられている。富山ライトレール富山港線の各駅及び各停留場においては、各電停の旅客上屋壁面を「個性化壁」と称して駅周辺の文化や歴史を伝える意匠を施しているが、当駅においては舘近史がデザインを手がけ、住友運河がモチーフとなったイメージグラフィックが掲出されている。当駅における個性化壁の協賛企業は、日本海ガスである。

### のりば
| のりば | 路線      | 方向 | 行先       |
| ------ | --------- | ---- | ---------- |
| 1      | ■富山港線 | 下り | 岩瀬浜方面 |
| 2      | ■富山港線 | 上り | 富山駅方面 |

※同じ線路を用いるため、「方面別のりば」となっている。

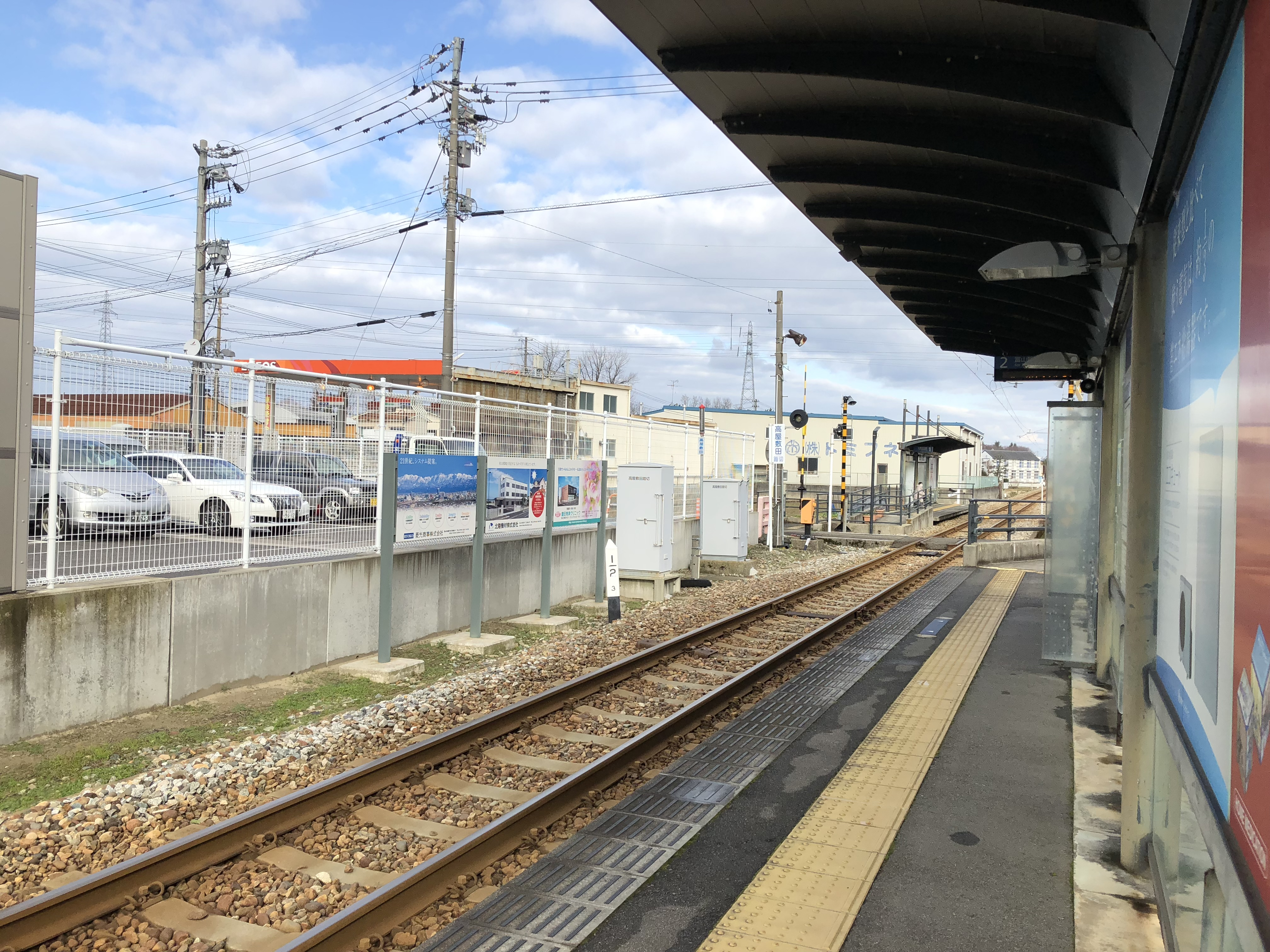
ホーム（2018年1月）

## 利用状況
近年の1日平均乗降人員は以下の通り。
| 年度   | 1日平均 乗降人員 |
| ------ | ---------------- |
| 2013年 | 160              |
| 2014年 | 108              |
| 2015年 | 124              |
| 2016年 | 124              |
| 2017年 | 166              |
| 2018年 | 146              |

## 駅周辺
- 日本海ガス岩瀬工場
- 米田・犬島すずかけ台団地

## 隣の駅
富山地方鉄道
■富山港線
城川原駅 (C33) - 犬島新町駅 (C34) - 蓮町（馬場記念公園前）駅 (C35)